# 石基麻盖菌
石基麻盖菌，又被称为造石菌，仅分布于澳大利亚。

## 分类系统
此种最先由McAlpine和Tepper于1895年描述，并以此为模式种建立了麻盖菌属。但此分类系统尚存争议，美国菌学家Curtis Gates Lloyd认为此种应归入多孔菌属，于1912年将其更名为石基多孔菌。

## 形态特征
石基麻盖菌为一年生真菌。菌盖木质带麻点，直径8.3-9.5厘米，中央凹陷，其余突出。菌盖黄褐色带咖啡色边，内部粗且白。中央麻点较小呈锥形，周围麻点稍大，椭圆形。子实层体灰褐色到红棕色，菌管联生，萌发孔卵圆形，大且密集。孢子球形，直径44-50微米，橘黄色带3微米长的刺。菌柄黄褐色，卵圆形（短径1.3厘米，长径1.9厘米），长约2.5厘米。菌核白色，高7.6厘米，直径8-10厘米。菌核将其生境内的沙土颗粒粘合，形成无论外观或密度都与含铁砂石类似的石质基部（图中真菌重达376克）。

## 命名
石基麻盖菌得名于其类似石质的基部（basilapidoides=拉丁语basis “基”+lapis “石”+希腊语οειδής “似”）。McAlpine和Tepper首次描述时所用种名实为basilapiloides。Lloyd将其移入多孔菌属时，basilapiloides和basilapidoides两种形式都曾出现，但basilapidoides在语法上似乎更为准确。现在普遍采用的种名Laccocephalum basilapidoides既不与McAlpine和Tepper的描述相符，亦有别于Lloyd的系统。
同物异名：
- Laccocephalum basilapiloides McAlpine & Tepper, 1895
- Polyporus basilapidoides (McAlpine & Tepper) Lloyd, 1912
- Polyporus basilapiloides (McAlpine & Tepper) Lloyd, 1912